# 日本曲尾藓
日本曲尾藓（学名：Dicranum japonicum）为曲尾藓科曲尾藓属下的一个种。其种加词“japonicum”意为“日本的”。